# Quintettes à cordes avec deux violoncelles de Boccherini

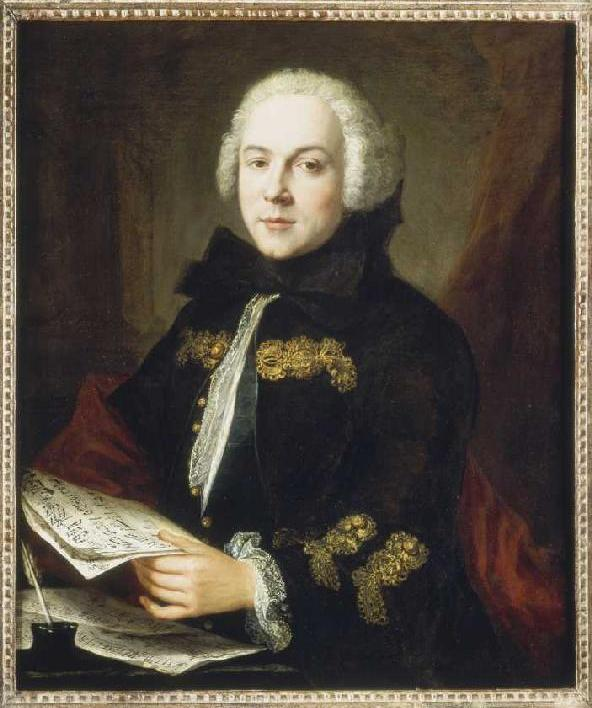
Portrait de Luigi Boccherini, 1764-68. Huile sur toile de Jean-Étienne Liotard. Collection privée, Budenheim, Allemagne.

Les quintettes à cordes avec deux violoncelles (per due violoncelli obbligati) de Luigi Boccherini représentent un ensemble de 110 quintettes dont la composition s'échelonne de 1771 à 1795.

## Quintettes à cordes par numéros d'opus

### Opus 10 (1771)
- Quintette à cordes no 1 en la majeur opus 10 (G.265)

1. Andantino
2. Largo
3. Minuetto-Trio
4. Allegro assai

- Quintette à cordes no 2 en mi bémol majeur opus 10 (G.266)

1. Amoroso
2. Allegro non tanto
3. Minuetto.Allegro-Trio
4. Presto

- Quintette à cordes no 3 en do mineur opus 10 (G.267)

1. Allegretto
2. Non tanto adagio
3. Minuetto-Trio
4. Presto

- Quintette à cordes no 4 en do majeur opus 10 (G.268)

1. Adagio-Allegro con forza
2. Adagio
3. Rondeau

- Quintette à cordes no 5 en mi bémol majeur opus 10 (G.269)

1. Non tanto sostenuto
2. Allegro assai
3. Allegretto

- Quintette à cordes no 6 en ré majeur opus 10 (G.270)

1. Pastorale
2. Allegro maestoso
3. Minuet con variazioni

### Opus 11 (1771)
- Quintette à cordes no 1 en si bémol majeur opus 11 (G.271)

1. Allegro
2. Adagio non tanto
3. Allegro

- Quintette à cordes no 2 en la majeur opus 11 (G.272)

1. Allegro molto
2. Larghetto
3. Minuetto.Allegro-Trio
4. Allegro assai

- Quintette à cordes no 3 en do majeur opus 11 (G.273)

1. Allegro molto
2. Larghetto
3. Minuetto-Trio
4. Presto

- Quintette à cordes no 4 en fa mineur opus 11 (G.274)

1. Larghetto
2. Vivace
3. Minuetto-Trio
4. Presto

- Quintette à cordes no 5 en mi majeur opus 11 (G.275)

1. Amoroso
2. Allegro e con spirito
3. Minuetto-Trio
4. Rondeau

- Quintette à cordes no 6 en ré majeur opus 11 (G.276) L'Uccelleria

1. Adagio-Allegro giusto
2. Allegro I pastori e li cacciatori
3. Tempo di Minuetto
4. Allegro giusto (reprise de la deuxième section du 2ème mvt)

### Opus 13 (1772)
- Quintette à cordes no 1 en mi bémol majeur opus 13 (G.277)

1. Maestoso
2. Larghetto con espressione
3. Minuet-Trio
4. Presto

- Quintette à cordes no 2 en do majeur opus 13 (G.278)

1. Allegro maestoso
2. Larghetto
3. Presto

- Quintette à cordes no 3 en fa majeur opus 13 (G.279)

1. Prestissimo
2. Largo
3. Tempo di Minuetto-Trio
4. Presto

- Quintette à cordes no 4 en ré mineur opus 13 (G.280)

1. Allegro
2. Andante sostenuto
3. Fuga.Allegro giusto

- Quintette à cordes no 5 en la majeur opus 13 (G.281)

1. Andantino
2. Allegro giusto
3. Presto assai

- Quintette à cordes no 6 en mi majeur opus 13 (G.282)

1. Andante sostenuto
2. Allegro con spirito
3. Minuetto-Trio
4. Rondeau.Allegro

### Opus 18 (1774)
- Quintette à cordes no 1 en do mineur opus 18 (G.283)

1. Allegro moderato
2. Grave
3. Minuet-Trio
4. Allegro assai

- Quintette à cordes no 2 en ré mineur opus 18 (G.284)

1. Allegro assai
2. Adagio
3. Minuetto-Trio
4. Allegro assai

- Quintette à cordes no 3 en mi bémol majeur opus 18 (G.285)

1. Allegro molto
2. Larghetto
3. Minuetto-Trio
4. Rondeau. Allegro

- Quintette à cordes no 4 en do majeur opus 18 (G.286)

1. Allegro, e vivo
2. Largo cantabile
3. Minuetto con moto-Trio
4. Allegro assai

- Quintette à cordes no 5 en ré mineur opus 18 (G.287)

1. Allegro moderato
2. Lento
3. Allegro, e con bastante moto

- Quintette à cordes no 6 en mi majeur opus 18 (G.288)

1. Grave
2. Allegro
3. Minuetto-Trio
4. Presto

### Opus 20 (1775)
- Quintette à cordes no 1 en mi bémol majeur opus 20 (G.289)

1. Allegro con vivacita
2. Larghetto
3. Grave
4. Minuetto con moto-Trio
5. Allegro vivace assai

- Quintette à cordes no 2 en si bémol majeur opus 20 (G.290)

1. Allegro giusto
2. Adagio assai cantabile
3. Minuetto con moto-Trio
4. Prestissimo

- Quintette à cordes no 3 en fa majeur opus 20 (G.291)

1. Adagio non tanto
2. Allegro moderato
3. Minuetto-Trio
4. Allegro assai

- Quintette à cordes no 4 en sol majeur opus 20 (G.292)

1. Allegro brioso assai
2. Andante lentarello
3. Minuetto-Trio
4. Prestissimo

- Quintette à cordes no 5 en ré mineur opus 20 (G.293)

1. Allegro assai
2. Adagio
3. Minuetto-Trio
4. Rondeau.Allegro

- Quintette à cordes no 6 en la mineur opus 20 (G.294)

1. Allegro moderato
2. Tempo di Minuet.Amoroso-Trio
3. Larghetto
4. Allegro ma non presto

### Opus 25 (1778)
- Quintette à cordes no 1 en ré mineur opus 25 (G.295)

1. Larghetto-Allegro
2. Minuetto-Trio
3. Rondo.Allegretto

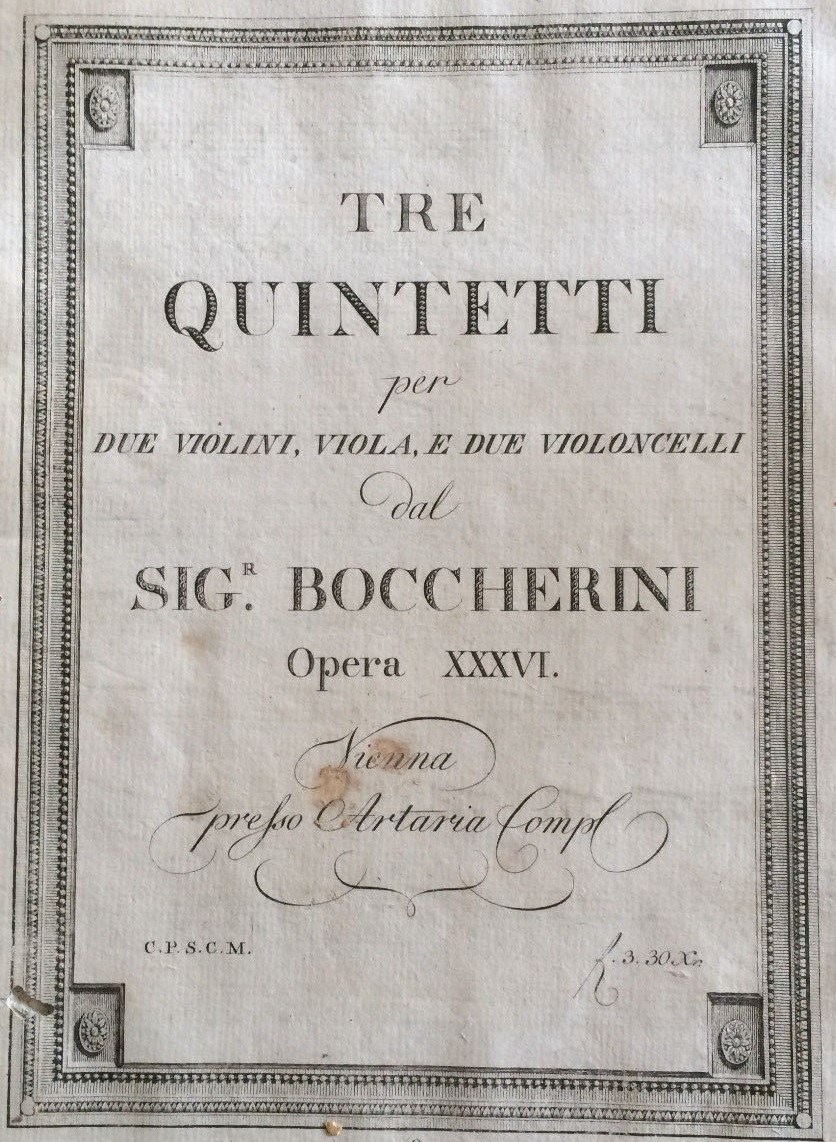
Quintettes à cordes op.25 [G.295, 296 et 297] publiés par Artaria comme Opera XXXVI en 1784.

- Quintette à cordes no 2 en mi bémol majeur opus 25 (G.296)

1. Sostenuto assai
2. Allegro vivo
3. Minuetto-Trio

- Quintette à cordes no 3 en la majeur opus 25 (G.297)

1. Moderato assai
2. Minuetto-Trio
3. Allegro con brio

- Quintette à cordes no 4 en do majeur opus 25 (G.298)

1. Allegro
2. Larghetto
3. Minuetto con moto-Trio
4. Allegro (reprise de la seconde partie du 1ermouvement)

- Quintette à cordes no 5 en ré majeur opus 25 (G.299)

1. Allegro moderato assai
2. Largo assai
3. Minuetto-Trio
4. Grave
5. Largo assai (reprise du 2èmemouvement)
6. Rondeau.Allegretto

- Quintette à cordes no 6 en la mineur opus 25 (G.300)

1. Allegro non molto
2. Minuetto-Trio
3. Largho cantabile
4. Allegro giusto

### Opus 27 (1779)
- Quintette à cordes no 1 en si bémol majeur opus 27 (G.301)

1. Andante con un poco di moto
2. Allegro con moto

- Quintette à cordes no 2 en la mineur opus 27 (G.302)

1. Allegro
2. Tempo di Minuetto-Trio

- Quintette à cordes no 3 en do majeur opus 27 (G.303)

1. Moderato assai
2. Minuetto-Trio

- Quintette à cordes no 4 en mi bémol majeur opus 27 (G.304)

1. Sostenuto
2. Tempo di Minuetto-Trio

- Quintette à cordes no 5 en mi mineur opus 27 (G.305)

1. Moderato
2. Minuetto-Trio

- Quintette à cordes no 6 en do majeur opus 27 (G.306)

1. Allegro moderato
2. Tempo di Minuetto.Amoroso

### Opus 28 (1779)
- Quintette à cordes no 1 en fa majeur opus 28 (G.307)

1. Allegro giusto
2. Larghetto
3. Minuetto-Trio
4. Finale.Allegro vivo

- Quintette à cordes no 2 en la majeur opus 28 (G.308)

1. Allegro vivace
2. Minuetto-Trio
3. Larghetto
4. Allegro vivace (reprise de la seconde partie du 1ermouvement)

- Quintette à cordes no 3 en mi bémol majeur opus 28 (G.309)

1. Larghetto
2. Allegro molto
3. Minuetto-Trio
4. Finale.Allegro vivo

- Quintette à cordes no 4 en do majeur opus 28 (G.310)

1. Allegro con moto
2. Minuetto con moto-Trio
3. Grave
4. Rondeau.Allegro con moto

- Quintette à cordes no 5 en ré mineur opus 28 (G.311)

1. Allegro con moto
2. Andante lentarello
3. Minuetto-Trio
4. Finale.Allegro

- Quintette à cordes no 6 en si bémol majeur opus 28 (G.312)

1. Allegro giusto
2. Minuetto-Trio
3. Larghetto
4. Finale.Allegro vivo

### Opus 29 (1779)
- Quintette à cordes no 1 en ré majeur opus 29 (G.313)

1. Andante moderato
2. Minuetto-Trio
3. Cantabile
4. Finale.Allegro

- Quintette à cordes no 2 en do mineur opus 29 (G.314)

1. Allegro vivo
2. Largo assai
3. Minuetto-Trio
4. Fuga.Allegro giusto

- Quintette à cordes no 3 en fa majeur opus 29 (G.315)

1. Adagio
2. Allegro vivo
3. Andante lentarello

- Quintette à cordes no 4 en la majeur opus 29 (G.316)

1. Allegro moderato
2. Minuetto-Trio
3. Largo cantabile
4. Presto. Ballo Tedesco

- Quintette à cordes no 5 en mi bémol majeur opus 29 (G.317)

1. Allegro moderato
2. Minuetto-Trio
3. Andante lento
4. Finale.Allegro vivo

- Quintette à cordes no 6 en sol mineur opus 29 (G.318)

1. Allegro moderato assai
2. Minuetto-Trio
3. Preludio.Adagio
4. Rondo. Allegro giusto

### Opus 30 (1780)
- Quintette à cordes no 1 en si bémol majeur opus 30 (G.319)

1. Andante lentarello
2. Minuetto-Trio

- Quintette à cordes no 2 en la mineur opus 30 (G.320)

1. Allegro
2. Minuetto-Trio

- Quintette à cordes no 3 en do majeur opus 30 (G.321)

1. Andantino lentarello
2. Tempo di Minuetto

- Quintette à cordes no 4 en mi bémol majeur opus 30 (G.322)

1. Allegro
2. Minuetto-Trio

- Quintette à cordes no 5 en mi mineur opus 30 (G.323)

1. Allegretto
2. Minuetto-Trio

- Quintette à cordes no 6 en do majeur opus 30 (G.324) La Musica Notturna delle strade di Madrid

1. Ave Maria delle Parrochie
2. Il tamburo dei Soldati
3. Minuetto dei ciechi
4. Largo assai. Rosario
5. Allegro vivo. Los Manolos (Passa calle),
6. Il tamburo
7. Ritirata con variazioni, Tempo di Marcia.

### Opus 31 (1780)
- Quintette à cordes no 1 en mi bémol majeur opus 31 (G.325)

1. Allegro moderato
2. Minuetto-Trio
3. Grave
4. Allegro vivace ma non presto

- Quintette à cordes no 2 en sol majeur opus 31 (G.326)

1. Moderato
2. Andante lento
3. Minuetto con moto-Trio
4. Rondeau.Allegretto

- Quintette à cordes no 3 en si bémol majeur opus 31 (G.327)

1. Andante lento
2. Allegro assai
3. Minuetto-Trio
4. Finale.Allegro vivo

- Quintette à cordes no 4 en do mineur opus 31 (G.328)

1. Preludio.Adagio
2. Allegro vivo
3. Adagio-reprise du 1er mvt abrégé
4. Allegro ma non presto

- Quintette à cordes no 5 en la majeur opus 31 (G.329)

1. Cantabile
2. Allegro maestoso
3. Minuetto-Trio
4. Finale.Allegro

- Quintette à cordes no 6 en fa majeur opus 31 (G.330)

1. Allegro con moto
2. Largo
3. Minuetto-Trio
4. Finale.Allegro vivo

### Opus 36 (1784)
- Quintette à cordes no 1 en mi bémol majeur opus 36 (G.331)

1. Andante affetuoso
2. Minuetto. Allegro-Trio

- Quintette à cordes no 2 en ré majeur opus 36 (G.332)

1. Allegro assai
2. Rondeau.Moderato

- Quintette à cordes no 3 en sol majeur opus 36 (G.333)

1. Larghetto
2. Prestissimo

- Quintette à cordes no 4 en la mineur opus 36 (G.334)

1. Allegro moderato e affetuoso
2. Minuetto-Trio

- Quintette à cordes no 5 en sol mineur opus 36 (G.335)

1. Andantino amoroso
2. Minuetto-Trio

- Quintette à cordes no 6 en fa majeur opus 36 (G.336)

1. Lento e amoroso-Allegro giusto dello Scacciapensiero
2. Minuetto-Trio.Allegro assai

### Opus 40 (1788)
- Quintette à cordes no 1 en la majeur opus 40 (G.340)

1. Non molto prestoo
2. Tempo di Minuetto-Follia (Trio)

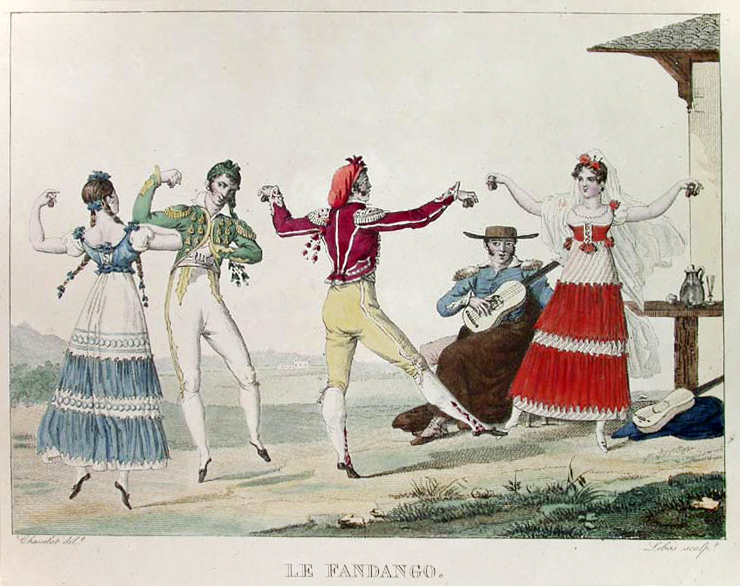
Danse traditionnel espagnole, Boccherini utilise le rythme de Fandango dans son quintette opus 40 no 2 G.341 de 1788 ainsi que dans le quintette avec guitare G.448.

- Quintette à cordes no 2 en ré majeur opus 40 (G.341)

1. Grave assai
2. Fandango
3. Minuetto.Allegro-Trio

- Quintette à cordes no 3 en ré majeur opus 40 (G.342)

1. Prestissimo
2. Rondeau.Allegro moderato

- Quintette à cordes no 4 en do majeur opus 40 (G.343)

1. Allegretto moderato
2. Minuetto.Affetuoso
3. Presto
4. Presto

- Quintette à cordes no 5 en mi mineur opus 40 (G.344)

1. Allegretto moderato
2. Minuetto.Affetuoso-Trio

- Quintette à cordes no 6 en si bémol majeur opus 40 (G.345)

1. Andantino amoroso
2. Allegro con brio

### Opus 41 (1788)
- Quintette à cordes no 1 en mi bémol majeur opus 41 (G.346)

1. Allegro vivo
2. Andante con un poco di moto
3. Minuetto - segue subito il Minuetto
4. Allegro alla Turca

- Quintette à cordes no 2 en fa majeur opus 41 (G.347)

1. Allegro moderato
2. Andante
3. Allegro smorfioso
4. Finale. Allegro assai

### Opus 42 (1789)
- Quintette à cordes no 1 en fa mineur opus 42 (G.348)

1. Allegro moderato assai
2. Minuetto-Trio
3. Adagio cantabile
4. Minuetto con moto-Trio
5. Rondeau. Allegro giusto

- Quintette à cordes no 2 en do majeur opus 42 (G.349)

1. Andante con moto
2. Minuetto con grazia-Trio
3. Allegro assai
4. Rondeau. Allegretto moderato

- Quintette à cordes no 3 en si mineur opus 42 (G.350)

1. Andante affettuoso
2. Allegro giusto

- Quintette à cordes no 4 en sol mineur opus 42 (G.351)

1. Moderato
2. Minuetto-Trio
3. Larghetto amoroso
4. Finale. Allegro ma non presto

### Opus 43 (1790)
- Quintette à cordes no 1 en mi bémol majeur opus 43 (G.352)

1. Andantino affettuoso
2. Tempo di Minuetto-Trio

- Quintette à cordes no 2 en ré majeur opus 43 (G.353)

1. Allegro moderato
2. Minuetto con un poco di moto-Trio
3. Andante larghetto
4. Rondeau. Allegro

- Quintette à cordes no 3 en fa majeur opus 43 (G.354)

1. Allegro con semplicita
2. Minuetto-Trio
3. Largo (reprise du Trio du Minuetto du 2èmemouvement)
4. Finale. Allegro assai

### Opus 45 (1792)
- Quintette à cordes no 1 en do mineur opus 45 (G.355)

1. Adagio non tanto
2. Allegro assai
3. Tempo di Minuetto-Trio
4. Finale. Presto

- Quintette à cordes no 2 en la majeur opus 45 (G.356)

1. Allegro moderato assai
2. Minuetto-Trio
3. Pastorale. Andante lento
4. Finale. Allegro

- Quintette à cordes no 3 en do majeur opus 45 (G.357)

1. Maestoso
2. Minuetto con moto-Trio
3. Andante larghetto
4. Allegro giusto

- Quintette à cordes no 4 en do majeur opus 45 (G.358)

1. Allegro assai
2. Rondo.Andantino lento
3. Minuetto non presto-Trio
4. Finale. Allegro giusto

### Opus 46 (1793)
- Quintette à cordes no 1 en si bémol majeur opus 46 (G.359)

1. Adagio
2. Allegro
3. Tempo di Minuetto-Trio (suivi de la reprise du 1ermouvement dans un format abrégé )
4. Allegro come prima (avec reprise partielle du 2èmemouvement)

- Quintette à cordes no 2 en ré mineur  opus 46 (G.360)

1. Allegro assai
2. Andante lentarello
3. Minuetto un poco vivo-Trio
4. Finale. Allegro vivo

- Quintette à cordes no 3 en do majeur opus 46 (G.361)

1. Allegro
2. Andantino
3. Tempo di Minuetto-Trio
4. Finale. Allegro giusto

- Quintette à cordes no 4 en sol mineur opus 46 (G.362)

1. Allegro con un poco di moto
2. Adagio
3. Tempo di Minuetto-Trio
4. Finale.Allegro

- Quintette à cordes no 5 en fa majeur opus 46 (G.363)

1. Andante lento
2. Minuetto-Trio
3. Allegro con brio
4. Lento
5. Allegro con brio (reprise de la 2èmepartie du 3èmemouvement)

- Quintette à cordes no 6 en mi bémol majeur opus 46 (G.364)

1. Allegro maestoso assai
2. Minuetto.Amoroso-Trio
3. Larghetto
4. Presto

### Opus 49 (1794)
- Quintette à cordes no 1 en ré majeur opus 49 (G.365)

1. Allegro giusto
2. Larghetto
3. Minuetto-Trio
4. Finale. Prestissimo

- Quintette à cordes no 2 en si bémol majeur opus 49 (G.366)

1. Allegro moderato assai
2. Minuetto-Trio
3. Adagio
4. Finale. Allegro assai

- Quintette à cordes no 3 en mi bémol majeur opus 49 (G.367)

1. Moderato assai
2. Grave
3. Tempo di Minuetto-Trio
4. Allegro ma non presto

- Quintette à cordes no 4 en ré mineur opus 49 (G.368)

1. Moderato assai
2. Minuetto-Trio
3. Adagio non tanto
4. Finale. Allegro ma non presto

- Quintette à cordes no 5 en mi bémol majeur opus 49 (G.369)

1. Allegro vivo
2. Minuetto-Trio
3. Larghetto
4. Finale. Presto

### Opus 50 (1795)

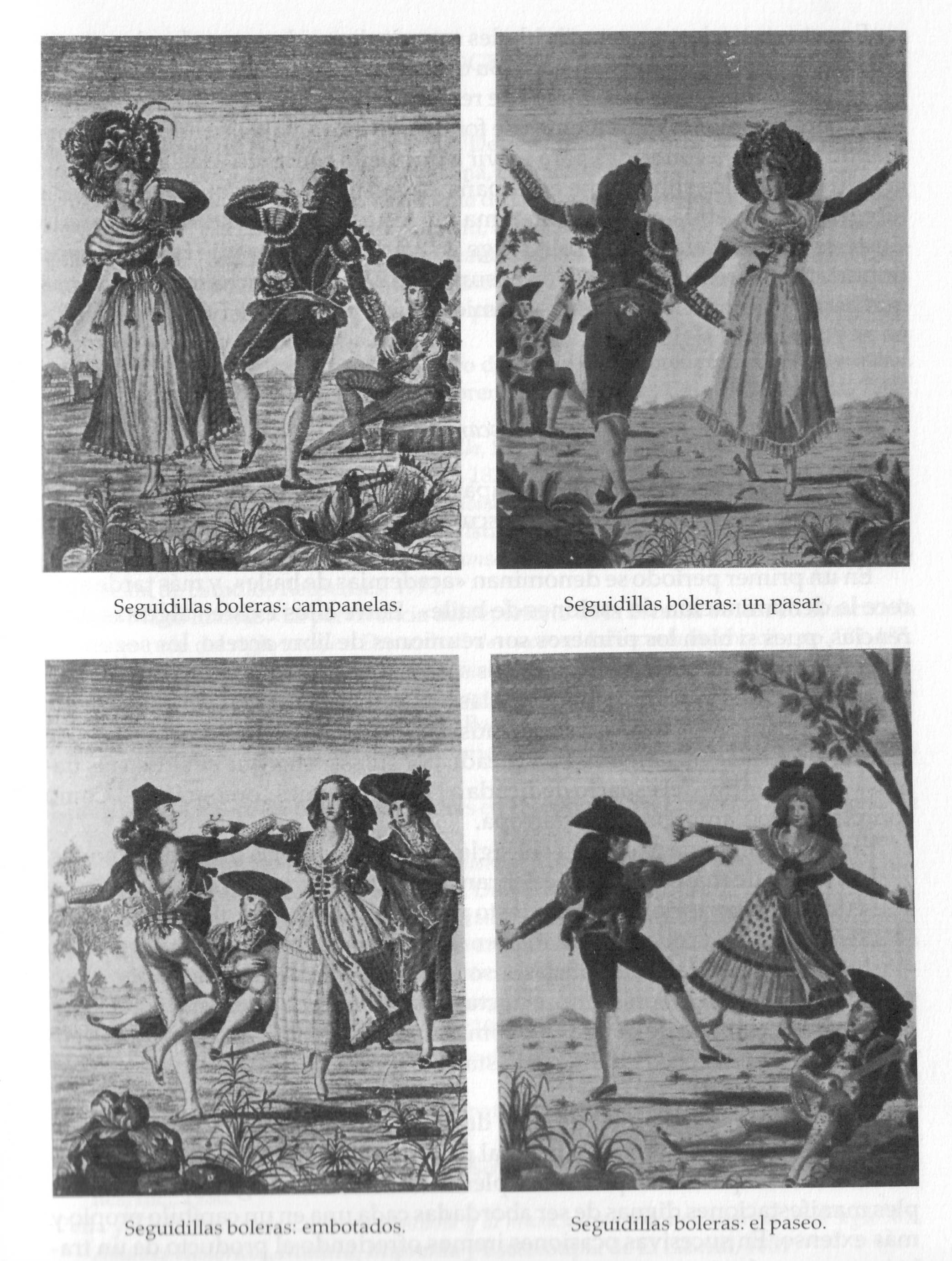
Quatre exemples de pas de la Seguidillas boleras. Gravure du XVIIIe siècle.

- Quintette à cordes no 1 en la majeur opus 50 (G.370)

1. Allegro
2. Minuetto-Trio

- Quintette à cordes no 2 en mi bémol majeur opus 50 (G.371)

1. Andante lento
2. Minuetto con un poco di moto-Trio

- Quintette à cordes no 3 en si bémol majeur opus 50 (G.372)

1. Allegro moderato
2. Tempo di Minuetto-Trio

- Quintette à cordes no 4 en mi majeur opus 50 (G.373)

1. Andantino amoroso
2. Allegro un poco vivo

- Quintette à cordes no 5 en do majeur opus 50 (G.374)

1. Allegretto
2. Minuetto a mode di sighidiglia spagnola-Trio

- Quintette à cordes no 6 en si bémol majeur opus 50 (G.375)

1. Andantino lento
2. Minuetto con moto-Trio

### Opus 51 (1795)
- Quintette à cordes no 1 en mi bémol majeur opus 51 (G.376)

1. Presto
2. Tempo di Minuetto affettuoso-Trio
3. Adagio
4. Allegro vivo

- Quintette à cordes no 2 en do majeur opus 51 (G.377)

1. Grave assai-Allegro assai
2. Andantino con innocenza
3. Tempo di Minuetto-Trio
4. Grave-Allegro assai (reprise de la 1resection en format abrégé suivie de la 2èmesection du 1ermouvement)

## Discographie
- Quintettes à cordes avec deux violoncelles, op. 10 [G.265-270] (1770), op. 11 [G.271-276] (1770), op. 13 [G.277-282] (1772), op. 18 [G.283-288] (1774), op. 20 [G.289-294] (1775), op. 25 [G. 295-300] (1778), op. 27 [G.301-306] (1779), op.28 [G.307-312] (1779) - La Magnifica Comunità, Padoue-Italie, (2004-2010, Brilliant Classics 9 coffrets)[1] (OCLC 60695449), (OCLC 69018722), (OCLC 85852455), (OCLC 173642525), (OCLC 214112674), (OCLC 255914766), (OCLC 308261570), (OCLC 505534229), (OCLC 698340559) ;
- Quintettes à cordes avec deux violoncelles, op. 45 no 4, op. 46 no 4 & op. 11 no 6 Uccelleria - Europa Galante, dir. Fabio Biondi (1993, Opus 111 OPS 30-82) ;
- Quintettes à cordes avec deux violoncelles, op. 25 nos 1, 4 & 6 et extrait op. 11 no 5 Menuet - Europa Galante, dir. Fabio Biondi (5-8 décembre 1999, Virgin 5 45421 2) (OCLC 47122898).
- Quintettes à cordes avec deux violoncelles, op. 18 no 5, op. 29 no 6, op. 41 no 2,  [G.287, 318, 347] - Ensemble exploration : Christine Busch et Margarete Adorf, violons ; Claudia Hofert, alto ; Roel Dieltiens et Geert De Bièvre, violoncelles (avril 2005, Harmonia Mundi HMC 901894) (OCLC 993423378)